# Chlorochaeta diluta
Chlorochaeta diluta là một loài bướm đêm trong họ Geometridae.